# Leucochrysa (Nodita) caucella
Leucochrysa (Nodita) caucella is een insect uit de familie van de gaasvliegen (Chrysopidae), die tot de orde netvleugeligen (Neuroptera) behoort. 
Leucochrysa (Nodita) caucella is voor het eerst wetenschappelijk beschreven door Banks in 1910.